# Nicole Schuhmacher (Schriftstellerin, 1987)

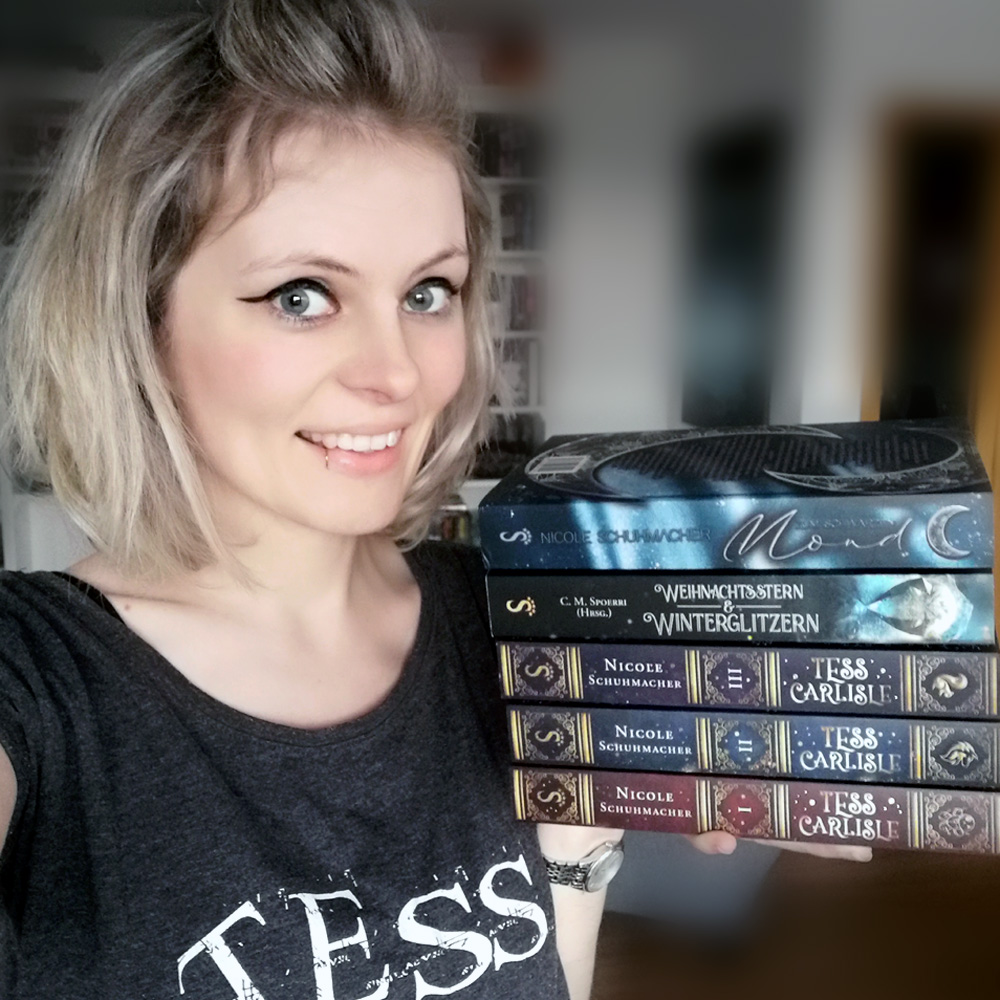
Nicole Schuhmacher (2023)

Nicole Schuhmacher (* 31. Mai 1987 in Sebnitz) ist eine deutsche Autorin. Sie ist bekannt für ihre humoristischen Bücher in den Bereichen Urban Fantasy und Fantasy, die allesamt beim Sternensand Verlag erschienen sind.

## Leben
Schuhmacher absolvierte eine Ausbildung zur Assistentin für Wirtschaftsinformatik. Sie war danach bei einem Onlinehändler für Modelleisenbahnen tätig. Seit 2021 ist sie Projektassistentin in einer Internetagentur. Schuhmacher lebt in Ostsachsen.
Ihre Liebe zum Schreiben entdeckte sie im Teenageralter und frönte dieser Leidenschaft jahrelang als Verfasserin von Fanfictions. Jägerseele ist ihr Debütroman.

## Publikationen
Die Tess-Carlisle-Reihe
- Tess Carlisle (Band 1): Jägerseele, Sternensand Verlag, Zürich 2021, ISBN 978-3-906829-81-4
- Tess Carlisle (Band 2): Jägernacht, Sternensand Verlag, Zürich 2021, ISBN 978-3-03896-232-8
- Tess Carlisle (Band 3): Jägergrab, Sternensand Verlag, Zürich 2021, ISBN 978-3-03896-217-5

Einzelveröffentlichungen
- Zum schwarzen Mond, Sternensand Verlag, Zürich 2020, ISBN 978-3-03896-129-1

Kurzgeschichten
- Weihnachtsstern & Winterglitzern (Anthologie), Sternensand Verlag, Zürich 2020, ISBN 978-3-03896-165-9

Hörbücher
- Tess Carlisle (Band 1): Jägerseele, Miss Motte Audio, 2022
- Tess Carlisle (Band 2): Jägernacht, Miss Motte Audio, 2023
- Tess Carlisle (Band 3): Jägergrab, Miss Motte Audio 2024